# Catherine Gibson
Catherine Gibson, dopo il matrimonio chiamata Catherine Brown (Motherwell, 21 marzo 1931 – Kirkcaldy, 25 giugno 2013), è stata una nuotatrice britannica, specializzata nello stile libero e nel dorso.

## Palmarès
- Giochi olimpici

Londra 1948: bronzo nei 400 metri stile libero.
- Europei

Montecarlo 1947: argento nel 100 metri dorso, argento nei 400 metri stile libero, bronzo nella staffetta 4x100 metri stile libero.